# Frank Sinatra
Francis Albert Sinatra (Hoboken, Nueva Jersey, 12 de diciembre de 1915-Los Ángeles, California, 14 de mayo de 1998), conocido popularmente como Frank Sinatra, fue un cantante y actor estadounidense. Dejó, a través de sus discos y actuaciones en directo, un legado canónico en lo que respecta a la interpretación vocal masculina de la música. Sus grabaciones alcanzaron las listas musicales 209 veces. Es uno de los 33 artistas que ostenta tres estrellas en el Paseo de la Fama de Hollywood.
Su repertorio se basó en la obra de los más importantes compositores populares estadounidenses, como Jimmy Van Heusen, Cole Porter, Sammy Cahn o George Gershwin, y su estilo sintetizó, ya en sus orígenes, quince años de influencias mutuas entre la música de inspiración jazzística y la música pop que empezaba a difundirse a través de la radio. Sinatra construyó su estilo sobre la base de una comprensión natural de la música popular, tal como la habían entendido Bing Crosby, Fred Astaire, Benny Goodman y Louis Armstrong, explotando la idea de que esta, en todas sus vertientes, debería ser una extensión de la conversación.
Técnicamente, se caracterizó por su cuidada precisión en el fraseo y su dominio del control de la respiración; el rango de su voz estaba próximo al de bajo-barítono. Además, tenía oído absoluto, al igual que Wolfgang Amadeus Mozart, Michael Jackson, Freddie Mercury. En cuanto a su categoría artística, esta radica en su capacidad interpretativa para transmitir las emociones y sentimientos implícitos en las letras de las canciones.

En Sinatra, cualquier tipo de consideración vocal e, incluso, musical, resulta secundaria respecto de la que es su misión principal: contar una historia de la forma más expresiva posible.

A Sinatra se le reconoce el haber sido el primer cantante que hace un uso consciente de los medios de amplificación del sonido con el objeto de situar su voz por encima del sonido de la orquesta (dominadora de la música popular estadounidense de principios del siglo XX) y para aproximarla a la intimidad del oído del oyente.
Como actor, Sinatra fue un artista de tipo intuitivo, reacio a someterse a los ensayos y repeticiones habituales en una grabación, por lo que sus interpretaciones fueron emocionalmente intensas al tiempo que irregulares. La importancia en su vida de su trabajo de actor fue capital; por ejemplo fue precisamente a través de su papel en De aquí a la eternidad como logró salir de un bache personal y artístico en el tránsito de los años cuarenta a los cincuenta para encumbrarse en lo más alto de la popularidad, además de ganar por su interpretación el Óscar al mejor actor secundario.
A lo largo de su carrera profesional, Sinatra grabó más de 1300 canciones y participó en más de cincuenta películas. Recibió multitud de premios y homenajes, entre los que se cuentan diez premios Grammy, otorgados por la Academia de Artes y Ciencias de la Grabación la Medalla de la Libertad del gobierno estadounidense.
El crítico de música estadounidense Robert Christgau se refirió a Sinatra como "el mejor cantante del siglo XX". Su popularidad solo es comparable con Elvis Presley, Bing Crosby, The Beatles y Michael Jackson. El diario europeo Vijesti a su vez, lo incluyó en su lista de los 15 mejores cantantes de todos los tiempos.

## Biografía

### 1915-1939: primeros años de vida
Sinatra nació en un barrio de clase media de la ciudad de Hoboken (Nueva Jersey) el 12 de diciembre de 1915, en el seno de una familia de inmigrantes italianos. La familia de su madre, Natalina Garavante, Dolly, (26 de diciembre de 1896 - 6 de enero de 1977) era originaria de Lumarzo, provincia de Génova, y la de su padre, Antonino Martino Sinatra Saglimbeni, provenía de Palermo, Sicilia. Su madre, quien fue portavoz de distrito del Partido Demócrata, trabajó como comadrona y en varias ocasiones estuvo en la cárcel por practicar abortos ilegales. Su padre era boxeador profesional (peso gallo) y propietario de una taberna que atendía por la noche, ya que de día trabajaba como bombero. Se casaron, con la oposición de la familia de ella el 14 de febrero de 1913.

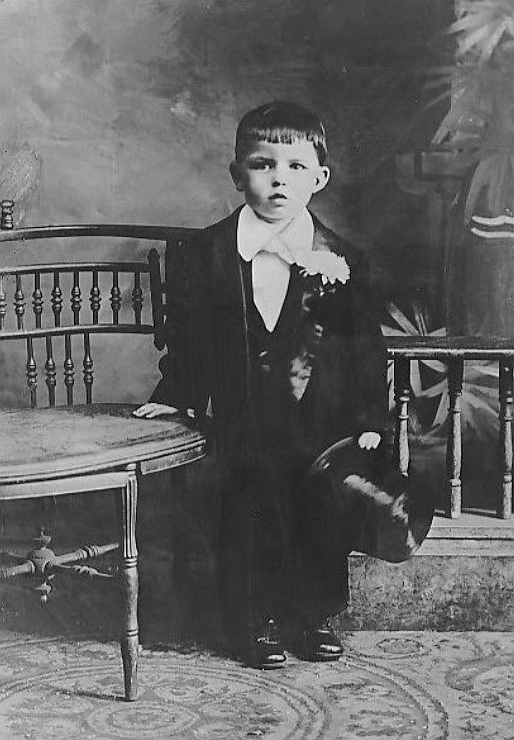
Retrato fotográfico de Frank Sinatra cuando era un niño, de tres años.

Dolly dio a luz a su único hijo en un parto traumático tras el que quedó imposibilitada para tener más hijos y que casi acaba con su vida y con la del niño, al que los fórceps empleados le dejaron un tímpano perforado y una cicatriz detrás de la oreja izquierda y el cuello. Tras recuperarse los dos, Francis Albert fue bautizado en abril de 1916.
Durante su infancia y adolescencia, Frank desarrolla dos facetas características de su futura personalidad: un carácter, recordaban sus maestros, fanfarrón y revoltoso, ayudado por su afición al boxeo heredada de su padre; y su afición por la música, que a los 9 o 10 años lo llevó a cantar en la taberna de su padre acompañándose por una pianola (más adelante, entonaría canciones acompañado de un ukelele). La mezcla de ambos rasgos llevó a Frank a intentar imitar, tanto en el estilo como en la forma de vestir, a los grandes cantantes del momento, como Bing Crosby, su principal modelo, o Al Jolson. En Sinatra destacaría posteriormente como amistad influyente en sus primeros años la de una anciana mujer judía, Mrs. Golden, a la que consideraba casi como una madre, ya que su verdadera madre se ausentaba con frecuencia del hogar debido a su constante actividad sociopolítica.
En su juventud, el atletismo y sobre todo la natación fueron parte de sus aficiones favoritas. Sin embargo, nunca mostró mucho interés en los estudios, haciendo novillos con frecuencia. Asistió al instituto A.J. Demarest pero lo abandonó en 1931 sin graduarse y comenzó a trabajar como vendedor de periódicos en el Jersey Observer, con su padrino. En esa época tuvo una vida de pandillero, que le llevó a varios encontronazos con la policía, y trabajó en diversos oficios, como camionero, recadero o cronista deportivo en un periódico, lo que le proporcionaba los ingresos suficientes para comprarse ropa y ahorrar para poder comprarse un coche.
En 1932 conoció a Nancy Barbato (1917-2018), que se convertiría en su mujer en 1938. Con ella vio actuar en 1933 a Bing Crosby. Ambos cantantes se conocerían personalmente diez años después, en septiembre de 1943.
En 1934 un encuentro con el músico Carlos Gardel le cambiaría la vida para siempre; aunque la anécdota tiene numerosas variantes, no se ha podido comprobar y puede ser apócrifa: Al parecer, su esposa Nancy se acercó a hablarle después de un show, y le comentó que Sinatra era un excelente cantante, pero que andaba acompañado de malas influencias. Gardel se acercó a hablarle a Sinatra, y le comentó que él vivía la misma vida en Buenos Aires, y le advirtió que lo deje para dedicarse a la música. Así mismo, Gardel le sugirió que entrara al concurso Major Bowes Amateur Hour. Este concurso le ayudó a comenzar su carrera artística. Se presentó acompañando al trío Three Flashes, que para la ocasión se hicieron llamar Hoboken Four, y ganaron el primer premio, lo que les llevó a una gira patrocinada por el programa. No obstante, por desavenencias con el resto de sus compañeros, a los tres meses Sinatra abandonó la gira y regresó a casa. La misma anécdota quiere que Sinatra, tras su primer concierto en Argentina en 1981, se desplazó al barrio del Abasto y en una esquina musitó: “Thanks for helping me to live, Mr. Gardel”.
Fue en esa época cuando, a pesar de su enorme admiración por él, empezó a esforzarse en sonar diferente de Crosby con la idea de destacar entre los demás cantantes. El principal problema técnico al que tuvo que hacer frente fue el de la falta de potencia en su voz, ya que no sabía proyectarla. No obstante, su experiencia radiofónica le enseñó que podía hacerse oír cómo y dónde quisiera gracias al micrófono, al que convirtió en su principal aliado para, a través de la radio, hacerse popular por todos los Estados Unidos en un breve tiempo.
Comenzó a dar conciertos y en 1939 entró como vocalista en la orquesta de Harry Arden, lo que le permitió salir en antena todas las noches gracias a una emisora de Nueva York, que radió sus conciertos desde bares y restaurantes de carretera. Su talento fue pronto reconocido por Harry James, el trompetista de la orquesta de Benny Goodman, que estaba formando su propio grupo, al que le invitó a participar como vocalista. Dado que el protagonismo en la orquesta lo tenía James, Sinatra tuvo que utilizar sus dotes de autopropaganda para llamar la atención de críticos y espectadores, desarrollando la que se convertiría en una de sus características personales más relevantes como artista: su absoluta confianza en sí mismo y en su talento. A pesar del éxito popular, la orquesta tuvo problemas financieros y estuvo a punto de disolverse. Fueron meses duros para Sinatra y para su mujer, quien le seguía en la gira, incluso estando ya embarazada.

### 1940-1953

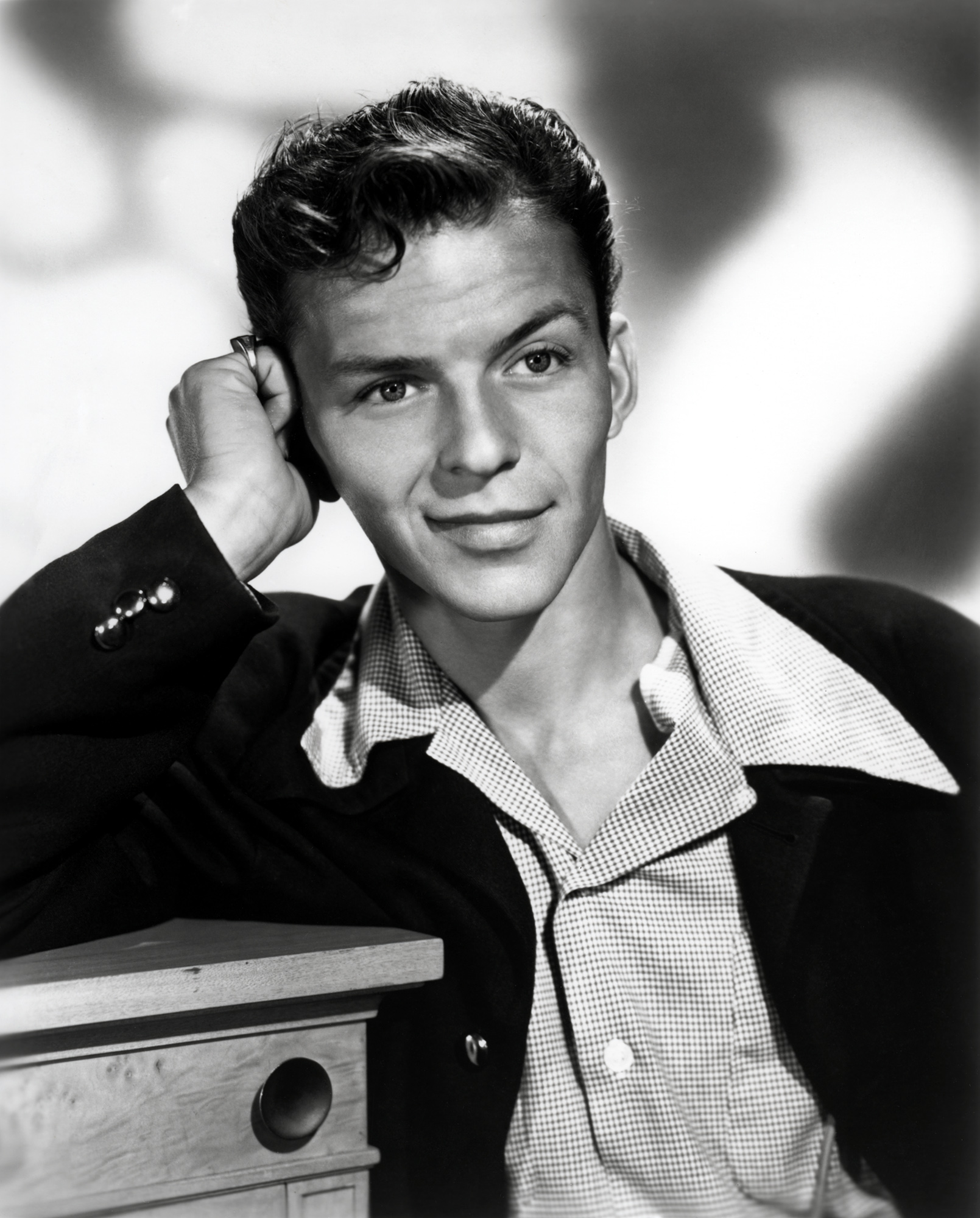
Foto publicitaria de Frank Sinatra en la década de 1940; no está fechado con precisión, pero probablemente sea alrededor de 1945 o posterior.

Sinatra terminó por ser contratado por Tommy Dorsey, que buscaba un vocalista para sustituir a Jack Leonard. Las palabras de Sinatra sobre la influencia de Dorsey en su estilo son significativas: "lo aprendí todo sobre la dinámica, el fraseo y el estilo por la forma en que tocaba su trombón. Tommy Dorsey fue para mí un verdadero maestro tanto en la música como en el negocio, en todos los aspectos".
El primer número uno de Sinatra en la revista Billboard lo consiguió en 1940 con su interpretación, en compañía de Dorsey, del tema I'll never smile again, cuya gran repercusión puede considerarse el punto de partida de la carrera de Sinatra como fenómeno social. Después grabó varias canciones más que fueron también grandes éxitos de ventas. En 1941 participó por primera vez en una película, Las Vegas nights, de Ralph Murphy, actuando junto con la orquesta de Dorsey.
Sin embargo, simultáneamente a su éxito popular, llegó también la atención periodística sobre su vida privada que derivó en diversas críticas respecto de cómo esta repercutía negativamente en su calidad vocal.
En septiembre de 1941, Sinatra decidido a arrebatarle el primer puesto entre los cantantes de la época a Bing Crosby, le anunció a Dorsey, con un año de antelación, su deseo de abandonar la orquesta para iniciar una carrera individual. Su marcha se produjo, por tanto, en 1942, aunque de una manera poco amistosa: Dorsey negoció una rescisión de contrato que le garantizaba una tercera parte de los beneficios futuros del cantante en régimen vitalicio. No sería hasta varios años después que Sinatra conseguiría eliminar esa cláusula de rescisión.
El 30 de diciembre de 1942 tuvo lugar uno de los momentos en la vida de Frank Sinatra que contribuyeron a la creación del mito; el propio cantante señaló que fue ese día 'cuando se armó la de Dios'. Subido al escenario del Teatro Paramount de Nueva York, como estrella invitada de una gala en que Benny Goodman era la estrella, estalló una histeria colectiva entre las espectadoras que daría mucho que hablar. A partir de ahí, Sinatra se convirtió en un fenómeno de quinceañeras, de las que tenía que escapar en las circunstancias más inverosímiles. Por ejemplo, casi un año después, el 12 de octubre de 1943, durante su nueva actuación en el Paramount 40.000 fanáticas colapsaron por completo las calles colindantes al teatro. Los clubes de admiradores y los contratos se multiplicaron: programa de radio, contrato cinematográfico de la RKO y portada de la revista Life. A finales de 1943, Sinatra, que había firmado un contrato con Columbia Records, ganaba un millón de dólares al año.
En 1944 comienza su éxito como fenómeno radiofónico con el programa El show de Frank Sinatra que, en distintas emisoras, se mantendría en antena durante catorce años. Paralelamente, expresa su admiración y su apoyo a Franklin D. Roosevelt y realiza un generoso aporte al partido demócrata. Es el comienzo de un continuado interés por la política comprometida, más allá de ideologías, por cuanto también llegaría a ser buen amigo de los Reagan. En este sentido, Sinatra estaba convirtiéndose en un acérrimo defensor de las causas sociales. Dejó una impronta significativa al respecto en una de sus primeras películas, una especie de cortometraje en torno al tema de la tolerancia titulado The house I live in, que le valió un Óscar especial en 1945.

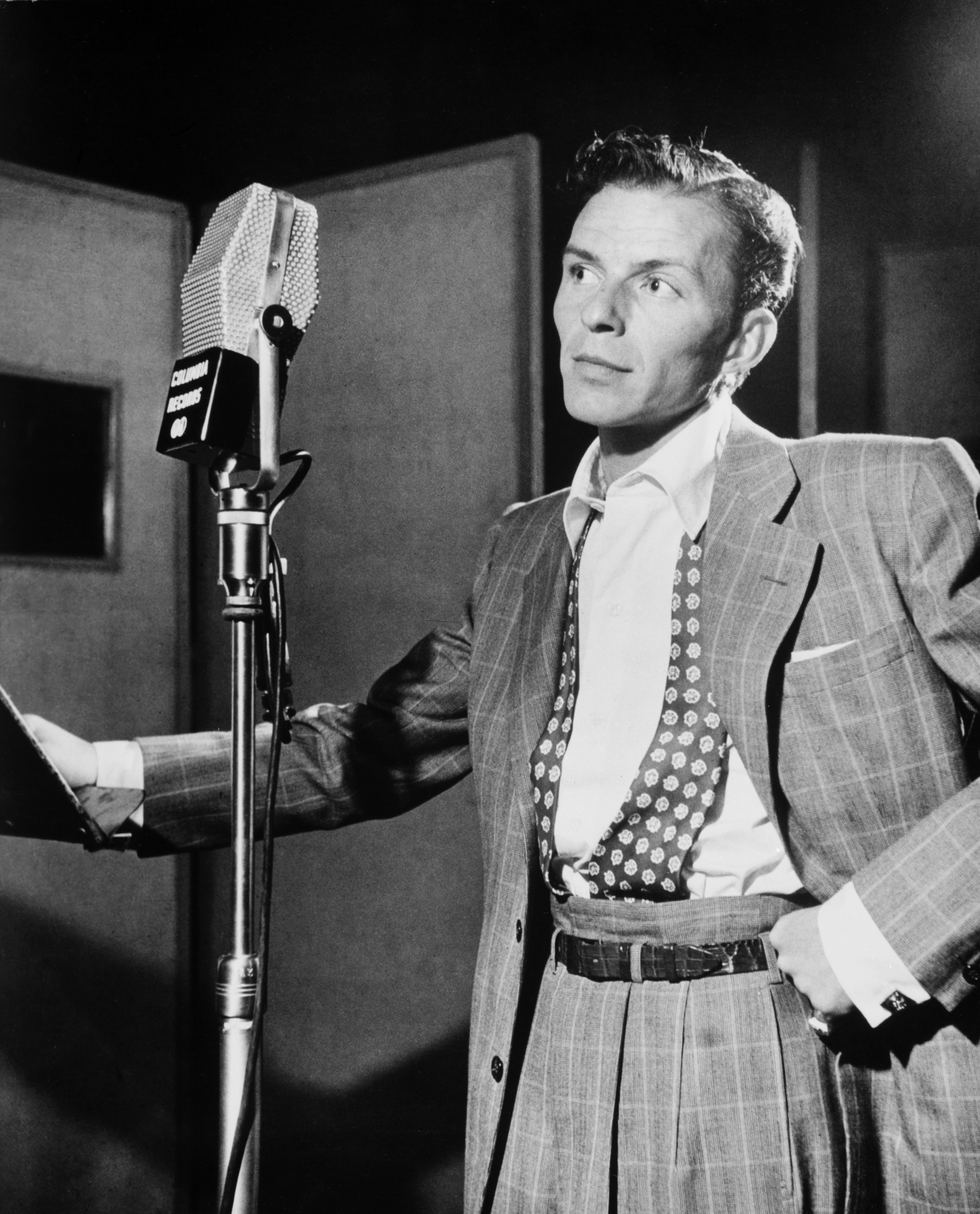
Sinatra en 1947.

No obstante, y a pesar de las buenas críticas que solía recibir, las primeras incursiones de Sinatra en el cine no fueron bien recibidas, ya que sus tendencias políticas y su problemática vida sentimental le granjearon numerosas reticencias entre la prensa y el público. Cuando sus escarceos amorosos (se le relacionó con Lana Turner y Marilyn Maxwell) salieron a la luz pública, sus admiradores se quedaron perplejos, ya que la maquinaria publicitaria que le acompañaba intentaba sistemáticamente ofrecer de él una imagen de feliz hombre casado y con hijos. Este giro en la apreciación popular provocó que hacia 1949 Sinatra empezase a entrar en declive, pasando a ocupar el quinto puesto en la encuesta de popularidad de Downbeat. En 1950, su asesor de prensa, George Evans, muere de un infarto y sin él sus amoríos se convierten en escándalos pregonados por los medios de comunicación, con los periodistas acechándole continuamente. En febrero de ese año, tras corroborarse su relación con la actriz Ava Gardner, Nancy se separa de él. Además, el 2 de mayo se ve obligado a cancelar todas sus galas tras sufrir un grave problema faríngeo en una actuación.
El 1 de noviembre de 1951, con su carrera atravesando serias dificultades, su popularidad descendiendo continuamente, el fracaso de sus películas y cantando una música que se había quedado anticuada, obtiene el divorcio de Nancy. Al día siguiente él y Ava solicitan la licencia de matrimonio en Filadelfia, casándose el 7 de noviembre. Comienzan así una relación caracterizada por sus numerosas separaciones y reconciliaciones en público. En 1953 Ava Gardner abortó intencionadamente por segunda vez por no sentirse preparada para ser madre. La pareja se divorciaría en 1957.
En los siguientes años, con Mitch Miller, de la Columbia Records, a menudo se vería limitado a grabar canciones de calidad discutible y que tuvieron muy poco éxito. Cuando el contrato de Sinatra con la Columbia expiró, no fue renovado y ninguna otra casa discográfica de renombre quiso contratarlo.

### 1954-1959

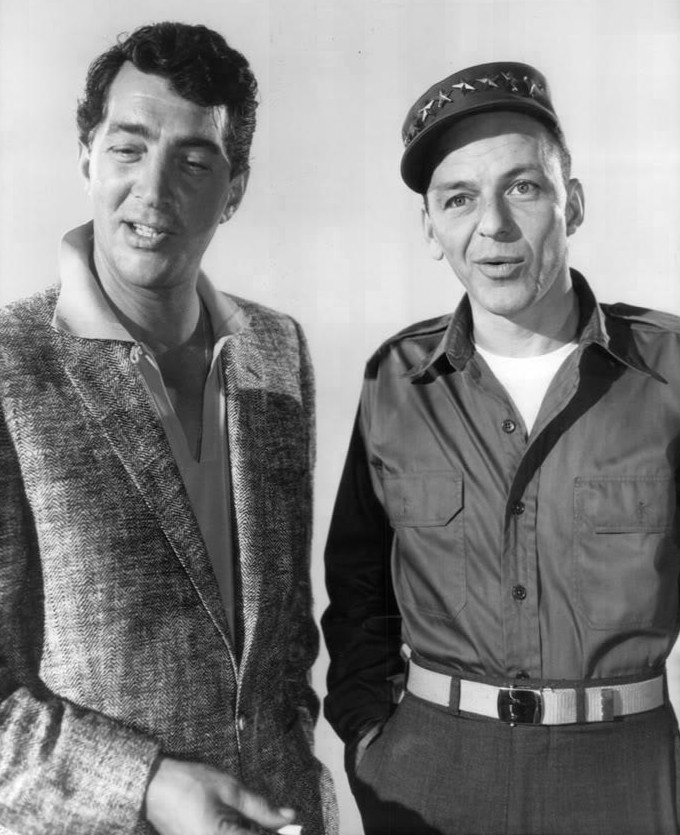
Dean Martin y Frank Sinatra en The Dean Martin Show en 1958.

Sinatra peleó y se sacrificó económicamente para obtener un papel en la película de Fred Zinnemann De aquí a la eternidad. No solo obtuvo el papel, sino que además recibió un Óscar por él, en 1954, en la categoría de mejor actor secundario. Además, el filme fue un éxito en taquilla.
De inmediato empezaron a lloverle ofertas para interpretar papeles en cine y televisión e intervenir en apariciones estelares. Artísticamente tuvo un gran éxito de crítica con su interpretación en De repente (Suddenly), y empezó a alternar papeles dramáticos con musicales, como por ejemplo Ellos y ellas con Marlon Brando y Alta sociedad con Bing Crosby. En poco más de dos años, entre 1955 y 1957, llegó a protagonizar once películas. En 1956 fundó la productora Kent Productions para respaldar sus proyectos cinematográficos.
En cuanto a su carrera musical, Alan Livingston, de la joven Capitol Records, anunció en una reunión en 1953 la contratación de Sinatra, algo que fue recibido entre el personal de la compañía con desaprobación, pues se consideraba al cantante como un artista acabado. Sin embargo, apoyado por el nuevo director de orquesta y arreglista Nelson Riddle, que supo adaptar las canciones al estilo interpretativo de Sinatra, la carrera del cantante en Capitol se convirtió en un éxito absoluto, devolviéndole al primer plano del mundo de la música.
En 1954 se empezó a consolidar su amistad con Sammy Davis, Jr., a raíz del accidente que le provocó la pérdida del ojo izquierdo; Sinatra lo tomó bajo su protección y le defendió de cuanta discriminación por motivos raciales le pudiese afectar.
Por estos años, el actor Humphrey Bogart tenía un grupo de amigos íntimos a los que él y su esposa, la también actriz Lauren Bacall, se referían como Rat Pack ("pandilla de ratas"). Sinatra, al que se había nombrado líder de la pandilla, Dean Martin, Peter Lawford, Sammy Davis, Jr., Judy Garland y su marido, Sid Luft, David Niven y su esposa, Hjordis, y otras estrellas formaron parte, en un momento u otro, de este grupo de estrellas contestatarias a las que les gustaba beber, ir de juerga y meterse en líos.
En agosto de 1955 fue portada de la revista Time, que afirmaba que "en la actualidad, es lo mejor del mundo del espectáculo... A punto de cumplir los cuarenta, ha encaminado una segunda carrera que promete ser incluso más brillante que la primera". La producción de Sinatra a mediados de los años cincuenta abarca varios discos y películas memorables, así como unos ingresos que se han cifrado en casi cuatro millones de dólares al año. En 1957 la cadena ABC empezó a emitir The Frank Sinatra Show, un espacio dotado con un gran presupuesto que incluía un espectáculo musical de una hora de duración y una representación dramática de media hora.
Sus relaciones amorosas durante estos años incluyen a Judy Garland, Kim Novak y la reciente viuda Lauren Bacall, a quien llegaría a pedir en matrimonio en 1958 para finalmente romper él mismo el compromiso.
A finales de los cincuenta, Sinatra empezó a querer liberarse a toda costa de su contrato de grabación con la Capitol, ya que consideraba que ponía demasiados obstáculos a su forma de grabar. Él quería hacerlo a su manera: seleccionar sus propias melodías, grabar cuando quisiese, programar el lanzamiento de sus discos para las fechas en que consideraba que debían estar en las tiendas e incluso adelantarse a los demás artistas. Sin embargo, tenía claro que nunca podría llevar a cabo esas actividades mientras siguiese trabajando para un sello que no le pertenecía. Finalmente, firmó un acuerdo mediante el cual terminaría su contrato con la Capitol y empezaría a grabar con su propia compañía, Reprise, simultáneamente.

### 1960-1972

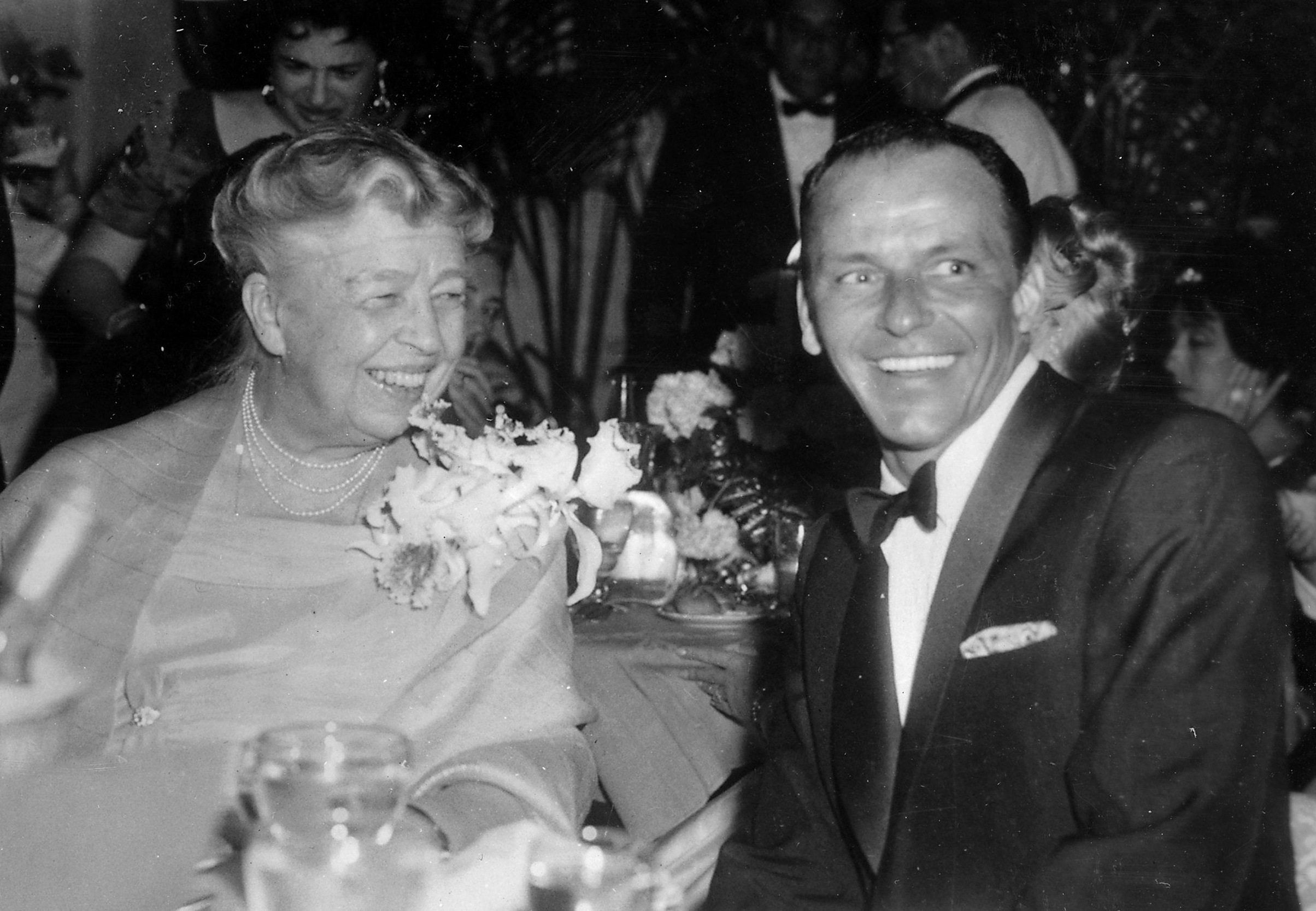
Frank Sinatra (derecha) con Eleanor Roosevelt (1960).

En 1960, anunciada ya la formación de su nueva discográfica, con la que grabaría profusamente durante los años siguientes, Sinatra ganó unos veinte millones de dólares gracias a sus productoras de cine y televisión, Essex, Kent y Dorchester, sus cuatro empresas discográficas, sus intereses en el juego en Las Vegas y Lake Tahoe, sus acciones en radio y sus muchas inversiones inmobiliarias.
La noche del 19 de enero de 1961 fue, en lo personal, una de las más importantes de su vida al producir con enorme éxito la gala inaugural de la presidencia de John F. Kennedy. En ese mismo año inició una relación sentimental con la actriz Marilyn Monroe que, debido al proceso autodestructivo en el que se hallaba hundida, terminó pronto por derivar en una relación de dependencia anímica de esta hacia el cantante. En febrero de 1962, Sinatra anunció que iba a casarse con Juliet Prowse, actriz, bailarina y cantante de veintiséis años de edad, a la que había conocido en agosto de 1959 y con la que había estado saliendo simultáneamente desde hacía diez meses. Sin embargo, el compromiso, por razones no aclaradas, terminó por romperse.
En marzo de ese mismo año se grabó el programa de televisión donde Sinatra y Elvis Presley aparecieron juntos. Frank pagó 100 000 dólares a Elvis por diez minutos de actuación, que incluía una canción cantada a dúo. En verano el cantante inició por Europa la llamada Gira mundial a beneficio de los niños, durante la cual Sinatra visitó diversos hospitales infantiles y centros de atención a los jóvenes en varios países. En diez semanas financió personalmente treinta conciertos y recaudó más de un millón de dólares. A la vuelta de la gira, la vida de Marilyn Monroe empezó a deteriorarse y entre el 27 y el 29 de julio, una semana antes de su muerte, estuvo alojada en el Cal-Neva Lodge, un complejo residencial que era en parte propiedad de Sinatra.
A finales de 1963 sus relaciones con la mafia conllevaron que el Consejo de Control del Juego del Estado de Nevada presentara cargos contra Sinatra por haber alojado en Cal-Neva al mafioso Sam Giancana; para evitarse problemas, él mismo anunció que renunciaba a su licencia de juego y al Cal-Neva, lo que también significaba la pérdida de su participación del nueve por ciento en los intereses del casino Sands de Las Vegas, lugar de reunión y actuación habitual del Rat Pack.
El 8 de diciembre de ese mismo año, tres hombres, Barry Keenan, Joe Amsler y John Irwin, secuestraron a su hijo Frank, también cantante. El secuestro duró cincuenta y cuatro horas y se resolvió debido a las desavenencias que surgieron entre los propios secuestradores, detenidos dos días más tarde.
En octubre de 1964, durante el rodaje de El coronel Von Ryan, conoce a la actriz Mia Farrow, de 19 años de edad, que estaba trabajando en el rodaje de la serie de televisión Peyton Place. Se casaron dos años después, el 19 de julio de 1966, y trece meses más tarde terminaron sus trámites de divorcio.
En el verano de 1965, Sinatra inició una gira de conciertos por seis ciudades con la orquesta de Count Basie. La gira fue un éxito espectacular, logrando una recaudación total de 600 000 dólares. En enero de 1969 falleció su padre como consecuencia de un aneurisma aórtico. Por esa época, Sinatra empezó a tener problemas con su mano derecha: una disfunción conocida como enfermedad de Dupuytren, que consiste en una disminución del tejido muscular de la mano. En 1970 tuvo que someterse a una intervención quirúrgica por este motivo.
Ese mismo año, el 17 de febrero, Sinatra tuvo que declarar bajo juramento ante la Comisión Investigadora del Estado de Nueva Jersey, que le había enviado una citación para que compareciera ante ellos y respondiera a ciertas preguntas sobre su relación con los bajos fondos. Negó cualquier vínculo con ellos. El 9 de julio anunció públicamente su apoyo al republicano Ronald Reagan, que aspiraba a un segundo mandato como gobernador de California.
El 13 de junio de 1971 celebró su concierto de despedida del mundo de la música en el Los Ángeles Music Center.
El 18 de julio de 1972 hubo de declarar ante la Comisión investigadora sobre el crimen, que había estado investigando la influencia del crimen organizado sobre los deportes y las carreras de caballos. El House Select Committee on Crime quería interrogar a Sinatra acerca de una inversión de 55 000 dólares en Berkshire Downs en Hancock (Massachusetts) diez años atrás.
Durante ese año conoció a Barbara Marx, esposa de Zeppo Marx, con la que finalmente se casaría.

### 1973-1998

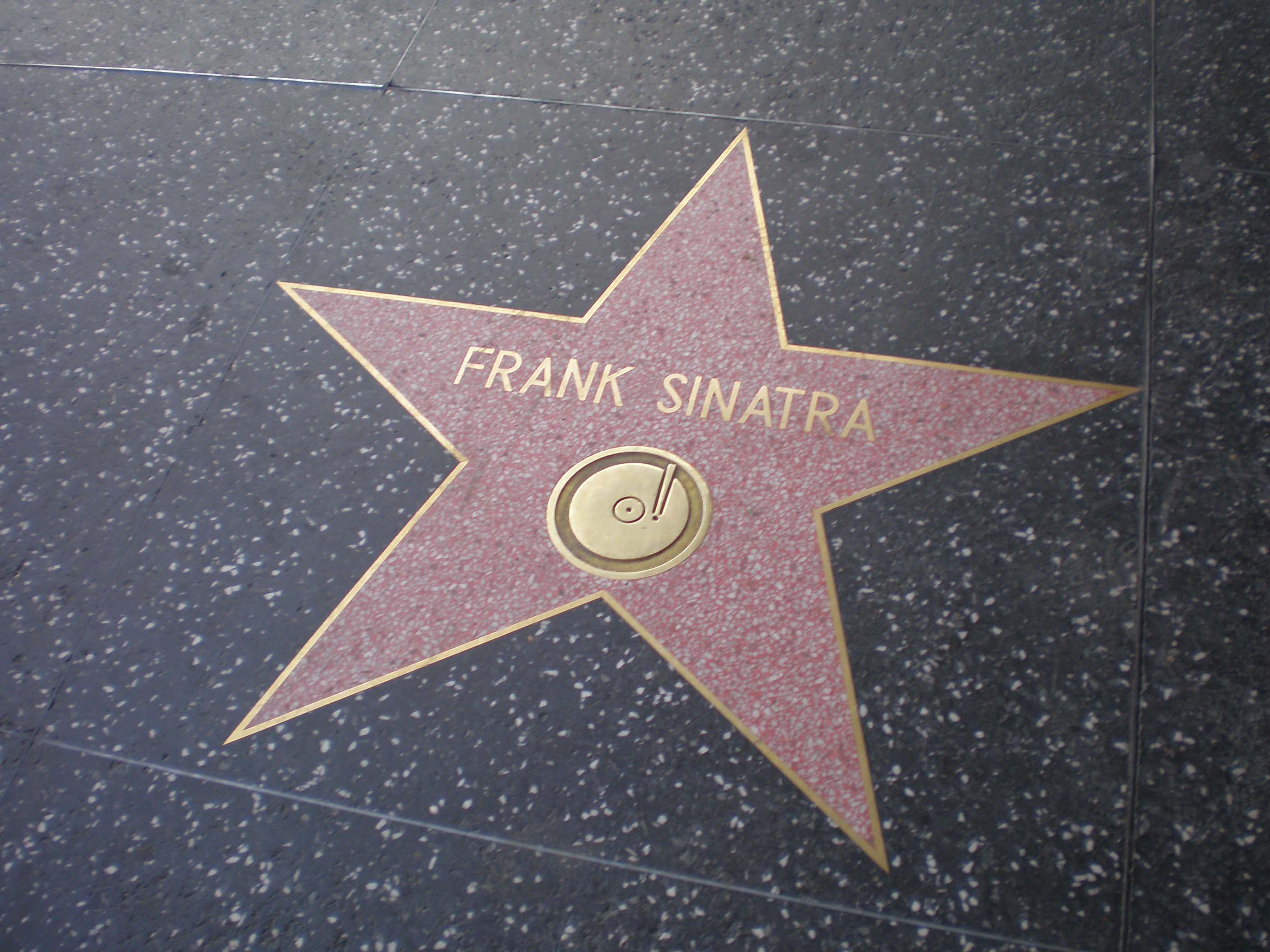
Estrella en el Paseo de la Fama de Hollywood.

En junio de 1973 Sinatra volvió a los estudios de grabación con el productor-arreglista Don Costa y el arreglista Gordon Jenkins para grabar Ol'Blue eyes is back, disco que salió al mercado junto a un especial televisivo del mismo título, en el que participó el actor y cantante Gene Kelly, emitido el 18 de noviembre de 1973.
En julio de 1974 inició una gira por Extremo Oriente, cinco países de Europa y Australia. A finales de año, su relación con Bárbara terminaba. Tras algunos intentos de entablar una relación estable con otras mujeres, entre las que estaba Jacqueline Kennedy, Sinatra y Bárbara se volvieron a unir.
El 1 de abril de 1976 Sinatra actuó en el Westchester Premier Theater. Tras la actuación, se realizó una sesión fotográfica de la que surgirían las famosas fotos en las que el cantante aparece con varias figuras del crimen organizado, incluyendo a Jimmy Fratianno y Carlo Gambino.
Contrajo finalmente matrimonio con Barbara Marx el 11 de julio de 1976 en Sunnylands, una finca de Walter Annenberg en Palm Springs.
El 6 de enero de 1977, la madre de Sinatra, Dolly, falleció tras un accidente de avión en San Gorgonio Mountain, en California del Sur. Su muerte tuvo un profundo efecto en él, regresando al catolicismo de su juventud.
Durante ese año Sinatra produjo y actuó en su primera película para televisión, Contract On Cherry Street.
En Las Vegas, celebrando sus cuarenta años como artista y su sexagésimo cuarto cumpleaños, fue galardonado con el Grammy Trustees Award durante una fiesta especial en el Caesar's Palace.
Durante la década de 1980, Sinatra se mostró muy activo en cuanto a conciertos. Fue especialmente memorable el dado en el estadio de fútbol de Maracaná ante 175 000 personas. También pulverizó un récord que había durado noventa años en el Carnegie Hall, donde debía actuar durante dos semanas, al poner el cartel de "no hay entradas" en un solo día.
Durante la campaña presidencial de 1980, apoyó incansablemente a Ronald Reagan: consiguió recaudar más de 250 000 dólares, asistió a la Convención Republicana de Detroit durante la que se nominó a Reagan y, cuando este fue elegido presidente, fue nombrado director de la gala inaugural celebrada el 19 de enero de 1981 en el Capitol Center de Maryland. Ese mismo año estrenó su última película, El primer pecado mortal.
El 11 de febrero de 1981 declaró en los despachos del Ayuntamiento de Las Vegas con el objeto de que se le concediera una licencia de juego, la cual obtuvo. El 5 de agosto de 1981, se subía al escenario para dar el primer concierto de su vida en la Argentina, que continuó el 6, 7 y 8 con cenas-show en el Salón Libertador del Hotel Sheraton, y el 9 y el 10 en el estadio Luna Park, un evento donde el productor, el cantante Palito Ortega cumplió un sueño personal aunque significó un fracaso económico para él. El propio Sinatra lo ayudó a remontar esa difícil situación.

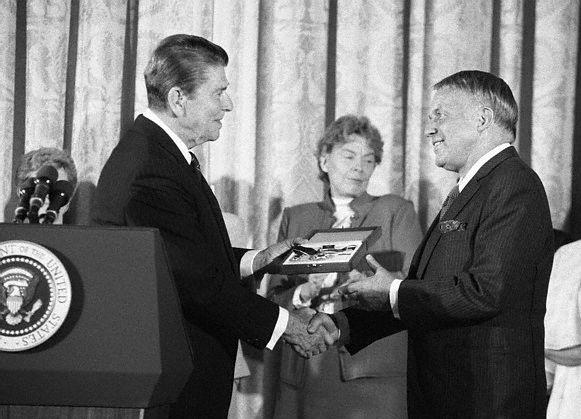
Frank Sinatra y Ronald Reagan en 1985.

En 1984, Sinatra grabó el que sería su último álbum con canciones nuevas: L.A. is My Lady, cuya canción del mismo título se entiende como una compensación cariñosa a la ciudad de Los Ángeles, tras el éxito de New York, New York. Este disco fue producido por su viejo colaborador Quincy Jones, quien vivía una etapa de máxima popularidad gracias a su trabajo en Thriller de Michael Jackson.
En diciembre de 1987, Sinatra, Dean Martin y Sammy Davis Jr. dieron una rueda de prensa en Beverly Hills para anunciar públicamente una gira por todo el país. Las entradas se agotaron en cada una de la veinticinco ciudades que integraban la gira mucho antes de la fecha del concierto; la gira tuvo que realizarse en su mayor parte sin Martin, que no pudo resistir la reciente pérdida de su hijo.
En 1989 emprendió una gira mundial junto con Davis y Liza Minnelli, aparte de seguir con numerosas actuaciones individuales. A finales de años a Sammy Davis Jr. se le diagnosticó un cáncer de garganta, que finalmente acabaría con su vida el 16 de mayo de 1990. El 24 de enero había muerto Ava Gardner. Aun así, ese mismo año comenzó una gira, que se prolongaría a lo largo de todo 1991, en compañía de Steve Lawrence y Eydie Gormé, para celebrar sus cincuenta años en el mundo de la música. La gira agotó todas las localidades. La memoria del cantante, no obstante, empezaba a fallar y las cataratas que había desarrollado en los dos ojos le impedían leer correctamente las cuatro pantallas situadas al borde del escenario. Aun así, y a pesar de su edad, el programa de giras de Sinatra entre 1991 y finales de 1994 fue extraordinario, actuando prácticamente todas las semanas para públicos entusiastas de todo el mundo. Su fortuna en 1991 ascendía, según la revista Forbes, a 26 millones de dólares.
1993 fue el año en que volvió a hallarse en lo más alto de las listas con su primer álbum en diez años, Duets, con trece canciones clásicas regrabadas a dúo con algunos de los cantantes más populares de entonces, como Bono, del grupo U2, Julio Iglesias o Liza Minnelli. El disco, para cuya grabación Sinatra nunca estuvo en el estudio con ninguno de sus compañeros, pues sus respectivas partes se grabaron por separado, fue un gran éxito y vendió millones de copias, alcanzando el número 1 en el Billboard. En 1995 saldría Duets II y ese mismo año recibió un premio por toda su vida profesional en la entrega de los Grammy.
El 25 de febrero de 1995 ofreció el que sería su último concierto en el Desert Springs Resort and Spa del hotel Marriott, en una fiesta privada de unas mil doscientas personas celebrada el último día del torneo de golf Frank Sinatra Desert Classic. A finales de año, Dean Martin moría y el cantante se sumió en una profunda depresión.
En noviembre de 1996, un mes después de su última aparición pública en el baile benéfico del Carousel en Los Ángeles, ingresó en el hospital, así como dos veces más en enero de 1997, apareciendo en titulares de prensa y reportajes de todo el mundo. A finales de abril de ese año el Congreso de Estados Unidos votó conceder a Sinatra la Medalla de Oro del Congreso a propuesta del diputado demócrata de Nueva York, José E. Serrano.
Murió el 14 de mayo de 1998 en West Hollywood (California, EE. UU.), a los 82 años, a consecuencia de un ataque al corazón.

## Relevancia pública y aspectos polémicos

### Vida privada
La inmensa popularidad de Sinatra, ya desde los mismos inicios de su carrera artística durante los años 1940, condicionaron por completo su vida, tanto en el ámbito privado como en el ámbito público. En primer lugar, trastornó su vida familiar.
Sinatra se había casado en 1939 con Nancy Barbato. Los continuos viajes del cantante posibilitaron su infidelidad casi desde el comienzo del matrimonio, aun cuando llegaron a tener tres hijos (Nancy, Frank y Tina). Aunque Sinatra intentó mantener una imagen pública a través de los medios de hombre familiar, la situación se hizo tan insostenible para ella que en San Valentín de 1950 Nancy anuncia su decisión de separarse definitivamente de él, debido a que sale a la luz la relación que mantenían su marido y Ava Gardner. La anulación del matrimonio llegaría el 31 de octubre de 1951, y poco después La Voz y El animal más bello se casaron. Su luna de miel la hicieron en Cuba, hospedándose en el Hotel Nacional de La Habana. A pesar de esta ruptura y de las razones para la misma, a lo largo de los años ella jamás le hizo el más mínimo reproche público a Sinatra. A su vez, Sinatra jamás le dio la espalda a ella ni a sus hijos.

Frank siempre la llamó su sweetheart (mi vida) y confió en ella totalmente. "Ella es la única mujer que me comprende", decía a sus amigos. Nunca dejó de quererla, pero nunca volvió con ella.

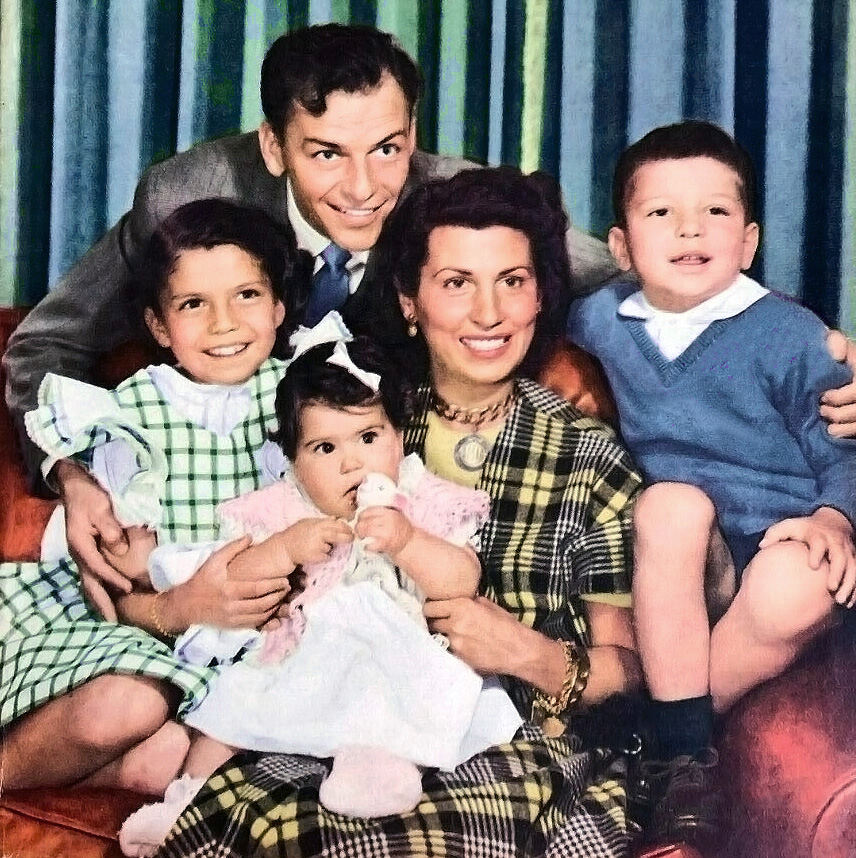
Un retrato familiar de Frank Sinatra, su primera esposa Nancy Barbato Sinatra y sus tres hijos: Nancy, Tina y Frank Jr .., junio de 1949.

Su relación con Ava Gardner, la que mejor materializa sus relaciones sentimentales públicas, fue extraordinariamente problemática. Profundamente enamorados uno del otro, con una carga erótica muy palpable, el choque de caracteres destruyó la relación. Sinatra sufrió en sus propias carnes lo mismo que había sufrido su mujer Nancy por sus infidelidades. Ava Gardner no solo era una actriz inmensamente popular sino que su belleza y deseo sexual eran muy conocidos. Celos, peleas violentas, borracheras, intentos de suicidio por parte de Sinatra y dos abortos intencionados fueron algunos de los problemas que enfrentó la pareja. El 27 de octubre de 1953 decidieron separarse, lo que provocó un tercer intento de suicidio de Sinatra, impedido por un amigo del cantante.
Al divorciarse de Gardner encontró un gran apoyo en Marilyn Monroe, que también se había separado de su marido Joe DiMaggio. Se hicieron muy amigos e incluso Monroe se fue a casa de Sinatra a vivir un tiempo, poco antes de la muerte de la actriz.
El magnetismo de Sinatra se materializó públicamente en la formación espontánea de un grupo de amigos al que Lauren Bacall, denominó “Rat Pack” o también “Clan Sinatra”. Esta banda estaba compuesta por multitud de actores y actrices, Jerry Lewis, Dean Martin, Sammy Davis Jr., Peter Lawford, Joey Bishop, Shirley MacLaine, David Niven, Don Rickles, Humphrey Bogart, quien diría: "Nos admirábamos mutuamente y no necesitábamos nada más".
Eran famosas las fiestas y orgías de este grupo, siempre acompañadas de mucho alcohol, drogas y prostitutas. Frank era el pack master, por lo que era admirado y respetado por el resto de los packers.
Se casó por tercera vez con la actriz Mia Farrow en 1966, pero el enlace solo duraría dos años, así que se casó una cuarta y última vez con Barbara Marx (exmujer de Zeppo Marx) en 1976.

### Relaciones con la mafia
Uno de los aspectos de la vida de Sinatra más polémicos y criticados y que más problemas le dio en vida fue el de sus relaciones con la mafia [cita requerida], llegando al punto de verse obligado a declarar al respecto en una comisión de la Cámara de Representantes el 18 de julio de 1972. Aunque estas relaciones fueron ciertas (fue amigo, por ejemplo, del mafioso Sam Giancana) nunca se pudo presentar ninguna prueba de que hubiese estado involucrado en ninguna actividad ilegal, sino que más bien fueron una consecuencia de su proyección como cantante, lo que le habría llevado a contactar con quienes dominaban las grandes salas de conciertos de Estados Unidos y a valerse de su apoyo, llegando por ejemplo a trabajar para Giancana en numerosos clubes nocturnos.
No obstante, su relación con la Cosa Nostra fue estrecha desde el principio. Uno de sus tíos, Babe Garavante, era miembro de una banda que tenía su área de actuación en el Condado de Bergen, al norte de Nueva Jersey, y que estaba controlada por el entonces capo de la “Oficina” (nombre que recibe la mafia en Nueva Jersey) Guarino "Willie" Moretti. Asimismo, la primera mujer de Sinatra, Nancy Barbato, era prima de una de los "soldados" de Moretti y Sinatra fue invitado a cantar en la boda de la hija de este. En este hecho se basaría Mario Puzo para una de las escenas de El padrino, en la cual el cantante "Johnny Fontane" acude a cantar al matrimonio de Connie Corleone, hija de Vito Corleone, padrino de Fontane a quien luego le pide ayuda para ser seleccionado en una película que aumentaría su fama.
Moretti sufría de sífilis y su salud física y mental se fue deteriorando. Ante el miedo de que pudiera hablar más de la cuenta, la familia decidió liquidarlo, hecho que fue llevado a cabo por cuatro sicarios el 4 de octubre de 1951; precisamente el día en que el capo había quedado para comer con Jerry Lewis y Dean Martin, quienes, en compañía de Sinatra, actuaban de vez en cuando en el Ben Marden's Riviera Club de Nueva York, local del que era propietario uno de los "soldados" de Moretti.
También se tiene constancia de que Sinatra mantuvo una gran amistad con Lucky Luciano, el considerado padre del crimen organizado, a quien visitó en La Habana en un par de ocasiones y posteriormente en su exilio en Sicilia. Asimismo hay pruebas de que fue invitado de honor, y cantó, en la fiesta de Navidad de 1946 que Luciano organizó en Nápoles.
En los archivos del FBI se conserva un expediente sobre Sinatra de 2403 páginas.

### Sinatra y Kennedy
El senador John F. Kennedy, candidato a la presidencia de los Estados Unidos, era admirador del Rat Pack y de Sinatra, quien se metió de lleno en la campaña electoral de Kennedy en 1959 cuando se decidió por primera vez que Kennedy presentaría su candidatura a presidente. Sinatra se comprometió porque sentía gran respeto por su política. Joseph P. Kennedy, padre del candidato, le pidió a Sinatra que actuara en una serie de conciertos con el fin de recaudar fondos para la campaña. También quería que Sinatra se pusiese en contacto con sus amigos influyentes del mundo del espectáculo para lograr el apoyo de estos a Kennedy. Le sugirió que grabase un tema para la campaña y acordaron realizar una nueva versión de la canción High Hopes.
Como devoto del Partido Demócrata, Sinatra hizo campaña a favor de Kennedy de manera incansable, recaudando fondos en conciertos y cobrando antiguos favores.
La relación de Sinatra con los Kennedy entró en conflicto en marzo de 1960, cuando Frank decidió contratar a Albert Maltz para que escribiera el guion de The Execution of Private Slovik, la historia del único soldado estadounidense ejecutado por deserción desde la guerra civil, que Sinatra pensaba dirigir y producir. Maltz estaba en la lista negra por ser uno de los diez de Hollywood que se habían negado a cooperar con el Comité de Actividades Antiamericanas. La polémica contrarió a Joseph P. Kennedy, sobre todo cuando los cardenales de Nueva York y Boston le comentaron que el apoyo de Sinatra a Maltz podría dañar la carrera de su hijo en los sectores católicos. Sinatra tuvo que despedir a Maltz y continuó su campaña por los Kennedy mediante actuaciones, donaciones y también contratando un detective privado para descubrir asuntos turbios de Richard Nixon.
John F. Kennedy intentó distanciarse de Sinatra después de ser nominado pero, como le comentó Pierre Salinger (jefe de prensa de Kennedy) a un votante, Sinatra y sus amigos habían ayudado al Partido Demócrata a recaudar 1 300 000 dólares para eliminar el déficit de la campaña, y esa había sido una ayuda inestimable. En este sentido, una vez elegido presidente, se le pidió a Sinatra y a Peter Lawford que produjeran el baile preinaugural del mandato presidencial.

### Inspiraciones
Su principal y mayor inspiración fue Bing Crosby, Sinatra se declaró en muchas ocasiones gran fan de Crosby declarando en muchas entrevistas respecto a Crosby.

"Él fue mi héroe, el padre de mi carrera. Cuando en los negocios discutimos sobre quién es el mejor colocamos a Bing Crosby  en el primer lugar y después peleamos por elegir quién de nosotros ocupa el segundo lugar"

## Influencia y popularidad

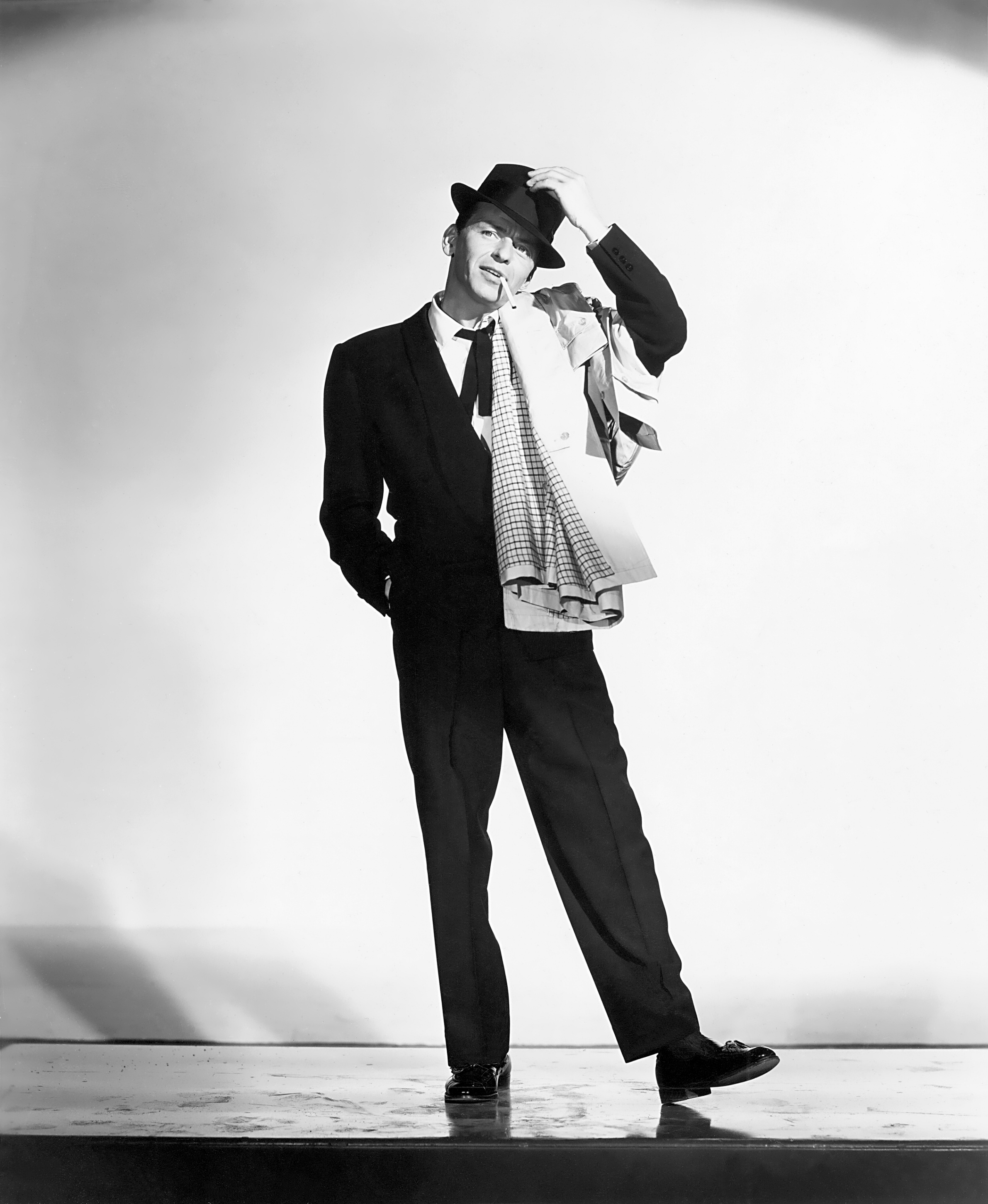

Su gran impacto y popularidad mundial llevó a muchos cantantes a imitarlo, por ejemplo "Talat Mahmood" denominado el "Frank Sinatra de India", "Wadih al - Safi" un cantante libanés, considerado un ícono de la cultura de Libia  y denominado en su localidad como "El Frank Sinatra árabe" o la gran cantidad de seguidores de Sinatra en África, Irak, Afganistán o Irán. Por citar un ejemplo uno de los acontecimientos más importantes de Egipto fue el concierto de Sinatra en 1979 considerado por sus habitantes como uno de los hechos más importantes y memorables.

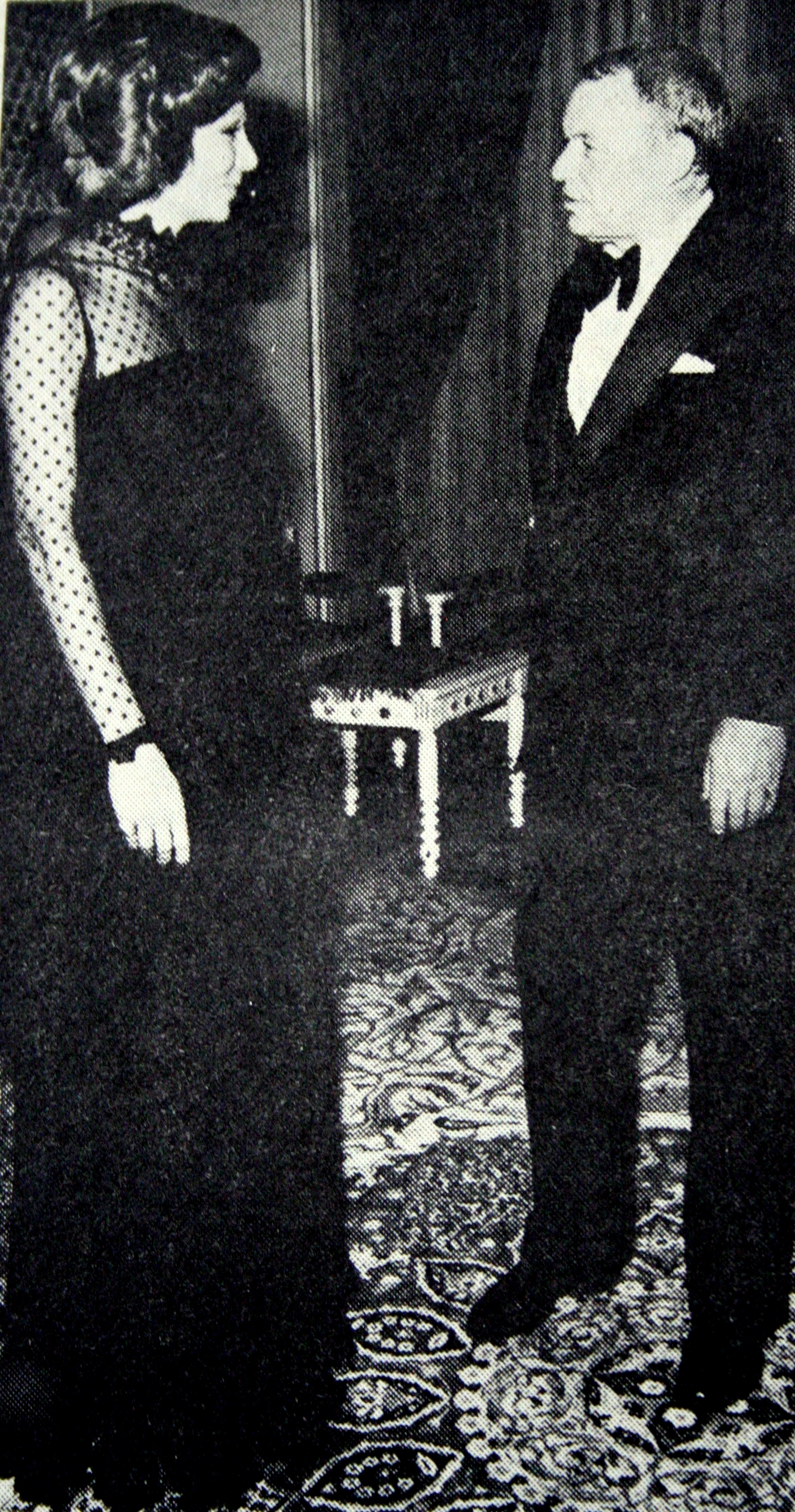
Frank Sinatra y La Princesa Farah de Persia, Irán, 1975

Su enorme impacto en todo Arabia era tal  que Abdel Halim Hafez uno de los cantantes más populares de Egipto  y uno de los personajes más importantes de la música árabe citó que Sinatra fue su mayor influencia musical, era tal su admiración y fanatismo por Sinatra que le gustaba emular a  Frank Sinatra incluso en apariencia y vestimenta un hecho que el periodista Hisham Yahya resaltó en muchas ocasiones. Su gran repercusión en toda Asia era tal que gozó de muchos adeptos e imitadores en Japón, Corea, Filipinas, Turquía por citar unos pocos, por ejemplo  en  China generó una gran cantidad de seguidores chinos que lo imitaban, destacando "Michael Ching" conocido  en su localidad como El Frank Sinatra de China o El Frank Sinatra chino.
A Sinatra le fue atribuido el seudónimo de «la Voz». Frank Sinatra fue el responsable en despertar en fenómeno fan compuesto por jovencitas histéricas ,adolescentes  llamadas "Bobby Soxers". A lo largo de su carrera profesional, Sinatra grabó más de 1300 canciones y participó en más de cincuenta películas, la inspiración de Sinatra fue Bing Crosby del cual citó "Bing Crosby es el mejor cantante del mundo" durante su estancia en España.
Las bobby soxers fueron retratadas como muy entusiastas hasta el punto de la histeria. Los periódicos de entonces destacaron el gran fanatismo y pasión de las bobby soxers por Frank Sinatra, también se informó que las bobby soxers esperaron tanto tiempo para ver a Sinatra  en concierto que experimentaron hambre, fatiga y mareos. [10] Las Bobby Soxers fueron retratados como desinteresadas en la crisis de la Segunda Guerra Mundial.  "
El Servicio Postal de los Estados Unidos emitió un sello postal de 42 centavos en honor a Sinatra en mayo de 2008, en conmemoración al décimo aniversario de su muerte, El 13 de mayo es considerado el" Día de Frank Sinatra".
En el parque Frank Sinatra, se edificó una estatua de bronce en honor a  Sinatra de 1,80 metros (6 pies) de altura en el año 2021 el 12 de diciembre. También hay varias calles y carreteras nombradas en honor a Frank Sinatra en EE. UU  una de ellas "la vía Frank Sinatra Drive" que conecta "Cathedral City" y "Palm Desert" en California.

## Carrera musical y legado
El primer registro sonoro que existe de Sinatra es del 8 de septiembre de 1935 en una grabación radiofónica de la canción titulada Shine (en la versión de los Mills Brothers) con el grupo vocal al que pertenecía, los Hoboken Four, que participaba en el popular programa Major Bowes Amateur Hour.
La carrera musical de Sinatra se puede dividir en tres etapas:
- La primera etapa sería la de los años 40, en la que se produce su evolución de cantante de orquesta (de las de Harry James y Tommy Dorsey) a cantante solista para Columbia, habitualmente con una orquesta dirigida por Axel Stordahl.

Sobre el arranque de su carrera musical, la crítica ha dicho:

Sinatra, al igual que otros coetáneos, estaba sustituyendo el carácter sincopado del jazz de Nueva Orleans por un modo de cantar acorde con el compás de cuatro tiempos de la era del swing; pero en otro sentido, (...) se hacía eco del estilo belcantista italiano, que había quedado arrinconado tanto en el mundo del canto lírico, a causa de las tendencias veristas, como en el mundo de la canción popular, surgido en la opereta y el vodevil. Con la ayuda del micrófono, y tras la enseñanza pionera de Crosby, Sinatra recuperó un modo sutil de cantar, sin estridencias, respetando el texto, atento a las inflexiones, con sentido del rubato, vocalizando con gran cuidado y evitando cubrir las notas más agudas para preservar la naturalidad de la emisión.

- La segunda etapa, la más elogiada, es su época como cantante para Capitol, que abarca la década de los 50; fue un periodo fundamental en su vida en todos los aspectos y supuso su consagración absoluta como número uno de la canción popular. La importancia de la colaboración de arreglistas como Nelson Riddle y otros fue esencial para transformar el sonido de Sinatra en uno más moderno alejado del de su época anterior.

- La tercera etapa, y última, es la de su salida de Capitol para gestionar una compañía discográfica propia, Reprise. Esta etapa está marcada por su supervivencia como artista en medio del surgimiento y consolidación del rock and roll.

- La Doctrina Sinatra fue el nombre que el gobierno soviético de Mijaíl Gorbachov usaba para describir su política de permitir a los países del Pacto de Varsovia resolver sus asuntos internos y fijar su evolución política. Esta doctrina, nombrada así en honor de Frank Sinatra por la canción My Way, ya que permitía a estas naciones definir a su propio modo las soluciones a sus problemas internos, en contraste con la anterior Doctrina Brézhnev, la cual había servido para justificar la invasión soviética de Checoslovaquia en 1968.

### Vocalista de la orquesta de Harry James (1939)
Frank Sinatra grabó en 1939 diez canciones con la orquesta del trompetista Harry James para Brunswick y Columbia: "From the Bottom of My Heart" (grabada para Brunswick el 13 de julio en la que sería su primera grabación en un estudio), "Melancholy Mood", "My Buddy", "It's Funny to Everyone but Me", "All or Nothing At All", "On a Little Street in Singapur", "Ciribiribin", "The Hucklebuck", "Our Love" y "Castle Rock".
Al igual que ocurriría con la orquesta de Tommy Dorsey, el vocalista es, en estos casos, un elemento más de la orquesta, en la que, de sobresalir alguien, ese era su líder, en ambos casos los trompetistas que daban nombre a la misma. Lo normal en estas canciones es que, tras una introducción trompetística del tema, Sinatra entraba con la letra y luego iba alternando con las intervenciones de la orquesta.
La voz de Sinatra en estas interpretaciones es, como corresponde a su edad, muy limpia. Su especial cualidad para la perfección en el fraseo es ya manifiesta. Las interpretaciones son, sin embargo, poco proclives a exhibiciones técnicas, pues el vocalista estaba obligado a ajustarse al tono de la música orquestal, un tono muy suave y pausado, muy melódico, al servicio del baile en pareja. Las letras, por lo demás, son muy sencillas.
No obstante lo anterior, muchos de estos temas llegaron a ser enormemente populares. Los múltiples recopilatorios que se editan de la obra de Sinatra incluyen sistemáticamente canciones de esta etapa como Melancholy Mood o All or Nothing At All.
La importancia para Sinatra de esta etapa con Harry James ha sido caracterizada en los siguientes términos:

"Durante los seis meses que pasó con Harry," ha explicado Louise Tobin, "Frank aprendió más sobre la música que en todos los años de su vida hasta ese momento." (...) Si Dorsey le habría de sugerir el método para frasear las canciones, James le proporcionó un modelo de cómo presentarlas con un envoltorio emocional.

También de James, Sinatra podría haber aprendido a mezclar la ternura del pop con la invectiva de raíz blusística, a swinguear y a relacionarse con la orquesta, a personalizar una melodía y a hipnotizar a la audiencia.

### Vocalista de la orquesta de Tommy Dorsey (1940-1942)
Sinatra se unió a Tommy Dorsey en enero de 1940, tras haberle fracasado a este la sustitución de su cantante Jack Leonard por el barítono Allan DeWitt. La primera grabación de Sinatra con la orquesta de Tommy Dorsey es del 1 de febrero de 1940 para el sello Victor —su primera actuación registrada es del 25 de enero en Rockford (Illinois)— y la última de enero de 1942.
Si Sinatra tuvo alguna influencia continuada y subyacente a la hora de crear su propio estilo, esta fue la de Tommy Dorsey (su dominio, por ejemplo, en el control de la respiración era proverbial, por lo que Sinatra intentó emularlo con la voz).

Dorsey (...) fue una inspiración para Sinatra: su presencia, perfeccionismo musical y perspicacia para los negocios fueron cualidades que él mismo desarrollaría. (...) Y el virtuosismo melódico de Dorsey, su tono limpio y su pulcro fraseo fueron importantes influencias en la evolución del inicial estilo vocal de Sinatra.

Su etapa con Dorsey supone un cambio importante para Sinatra. Respecto de la orquesta de Harry James, muy vinculada a un swing directamente encaminado a un público joven, la orquesta de Dorsey es más pausada: su repertorio son las baladas y el toque de la orquesta es relajado y preciso. Consecuentemente, el vocalista consigue situarse en un primer plano, si no absoluto, cuando menos ya no como simple acompañamiento de la orquesta, como ocurría con Harry James. Dicho de otra forma, con la orquesta de Tommy Dorsey es cuando Frank Sinatra se convierte definitivamente en un vocalista, con unas características propias y bien definidas, que ya nunca le abandonarían: fraseo preciso e interpretación subjetiva de las letras. Dorsey transmitió al joven cantante

el concepto de interpretar una melodía de tal manera que pudiese ser inmediatamente reconocida, al tiempo que estuviese tan personalizada que sonase como una creación hecha por o para el intérprete.

Por lo demás, el color de la voz se había transformado a una tonalidad más oscura y la agresividad interpretativa había dejado paso a una rendición de las canciones mucho más controlada.
Responsables directos de este protagonismo de Sinatra lo tiene los arreglistas, fundamentales de aquí en lo sucesivo en la carrera de Sinatra: Axel Stordahl, Sy Oliver, Paul Weston, etc.
No obstante, el principal factor que propició la proyección de Sinatra a una popularidad nacional fue la regular intervención de la orquesta de Dorsey en programas de radio. Un espectáculo semanal de la NBC llamado Fame and Fortune, que estuvo en antena de octubre de 1940 a abril de 1941 y que presentaba a la orquesta tocando temas de compositores aficionados, fue escuchado por millones de personas.
En mayo de 1941, Sinatra había desplazado a Crosby en la lista de los mejores cantantes masculinos de las revistas Billboard y Down Beat.
Canciones populares de esta etapa son I'll Never Smile Again (el mayor éxito), Fools Rush In, Stardust, Everything Happens To Me, This Love of Mine, I'll Be Seeing You, This Is The Beginning of The End, East of The Sun, Without a Song, Blue Skies, Violets For Your Furs, The Night We Called It A Day, The Song Is You y Night And Day (clásico este último de Cole Porter que Sinatra grabaría en multitud de ocasiones).

### La etapa Columbia (1943-1952)
Conocida también como el periodo Sinatra-Stordahl, las grabaciones de Frank Sinatra para la compañía discográfica Columbia, muchas de ellas ensayadas en cierto sentido en las continuas actuaciones en directo del cantante, suponen su consolidación como intérprete: la calidad del material sobre el que trabaja y el momento excepcional por el que pasaba su voz, convierten a este periodo en un rival de la etapa Capitol para muchos aficionados. Por lo demás, la asociación Stordhal-Sinatra representa el periodo más prolífico de la carrera del cantante.
Durante estos años, bajo la dirección musical de Stordhal, Sinatra graba con dos orquestas de la American Federation of Musicians (AFM) -1942-1944 y 1948- y, entre 1944 y 1947 se dedica exclusivamente a las grabaciones de estudio y a la radio. A partir de 1949, empieza a trabajar con otros directores musicales.
El logro básico de Sinatra en este periodo consiste en haberse convertido en el representante por antonomasia de la interpretación de la música popular estadounidense y, consecuentemente, en una figura de una influencia extraordinaria en el ámbito de la canción internacional. Paralelamente, su enumbramiento individual constituyó un golpe de gracia definitivo en el proceso de decadencia de las big bands, abriendo las puertas a una nueva era de la música popular cuyo dominio correspondía a los vocalistas. Así lo atestiguan, por ejemplo, el enorme éxito de los V-Discs (discos de la victoria), realizados para consumo particular de las Fuerzas Armadas estadounidenses.
Es característico de esta etapa el uso de varios violines en la orquesta, en contraposición a su etapa anterior de cantante de orquestas de baile donde eran menos usados. Idea de su arreglista Axel Stordahl, el uso de las cuerdas ayudó a crear una atmósfera más sensual que rompía con su anterior estilo.
El estilo y tono es un progresión del de la etapa anterior: Sinatra es un cantante melódico especializado en letras románticas, interpretadas con la suficiente expresividad y atención como para hacer de esas canciones algo propio.
Algunas de las canciones más representativas de este periodo son I'll Never Smile Again (1940), Nancy (With the Laughin' Face) (1945), How Deep Is the Ocean, Stella by Starlight, Begin the Beguine, If You Are but a Dream, Fly Me to the Moon etc.

### La etapa Capitol (1953-1961)
El Sinatra de Capitol tiene un sentido del ritmo apenas anunciado antes, un swing que ha sabido desembarazarse de convenciones retóricas y que puede adoptar un gran ímpetu sin renunciar al cuidado del fraseo y la dinámica. (...) El estudio obsesivo de Mabel Mercer y sobre todo de Billie Holiday, a quien viene siguiendo desde finales de los treinta, le han facultado además para la interpretación de baladas verosímiles en toda su gama emocional.

Los discos de Frank Sinatra para la discográfica Capitol constituyen la parte más valorada por crítica y público de su producción musical. Se trata, además de recopilatorios y de un disco navideño, de un conjunto de 15 álbumes originales realizados entre 1953 y 1961.
El trabajo de Sinatra para Capitol se materializó en la explotación de las posibilidades del relativamente nuevo formato del LP, creando álbumes conceptuales a partir de la agrupación de canciones vinculadas bien por el tema bien por el tono (relajado, swingueante, romántico, etc.), utilizando para ello el corpus de las grandes canciones populares de los años 30 y 40.

Sinatra aprovechó al máximo las posibilidades del LP, imbuyendo a la sucesión de canciones de un argumento coherente y superior. (...) En buena parte se le debe la definitiva consolidación del repertorio estándar.

A pesar de contar con productores propios de la casa discográfica, Sinatra se comportó durante todas las grabaciones como el auténtico productor, tomando continuamente decisiones sobre las tomas más adecuadas para ser finalmente incorporadas a los discos y sugiriendo a los arreglistas posibles mejoras en su trabajo.
Con todo, el gran artífice de la consolidación de Sinatra durante este etapa fue el arreglista y director orquestal Neslon Riddle, responsable de la creación de un nuevo sonido y estilo para el cantante. Otros arreglistas importantes fueron Gordon Jenkins y Billy May.

### La etapa Reprise (1961-1991)
La etapa de los años en Reprise coincidió con la aparición de numerosos problemas para Sinatra en distintos ámbitos: musical (con la irrupción demoledora de los Beatles y del pop en general), política (con sus relaciones con Kennedy), personales (problemas legales en Las Vegas, el secuestro de su hijo...) además de con su constante actividad cinematográfica y musical. Esta variada y compleja problemática biográfica se refleja de alguna manera en su carrera musical de estos años.
La discografía de esta última etapa ha recibido una desigual consideración por parte de la crítica. Básicamente, en comparación con sus anteriores dos etapas, la etapa Reprise se caracteriza por la variedad de estilos ensayados, que dan lugar a una sucesión de álbumes de difícil consideración homogénea:
- En primer lugar, están los discos que intentan conectar con el nuevo gusto del consumidor de música, ya sea con una música que retoma la orquestación swing para aproximarse al pop del momento: por ejemplo, Ring-A- Ding Ding! (1961), ya con canciones con una letra y una música que, aunque de factura clásica, intentan sonar un poco más modernas que la de la etapa Capitol: Strangers in the Night (1966).

- En segundo lugar, discos planteados desde un punto de vista clásico, que los conecta directamente con la etapa Capitol: por ejemplo, I Remember Tommy (1961), All Alone (1962) y sus colaboraciones con Count Basie, Duke Ellington y Antonio Carlos Jobim.

- En tercer lugar, discos que se podrían llamar experimentales, en el sentido de planificados al margen de toda moda y toda tradición: por ejemplo, Moonlight Sinatra (1966), Watertown (1970) y Trilogy (1980).

El resultado va de éxitos incontestables tanto en lo comercial como en lo especializado como Septembers Of My Years, 1965, al extraordinario e inesperado éxito comercial de sus dos discos de Duets, vilipendiados por la prensa especializada, pasando por canciones como My Way (versión de la canción Comme d'habitude de Claude François) y Strangers in the Night que pasaron a convertirse en temas clásicos en el repertorio del cantante.
Sinatra compartió escena con Bing Crosby uno de los cantantes más populares del momento  y también compartió escena con Grace Kelly en High Society en 1956 Alta sociedad (película de 1956)  para MGM, ganando $ 250,000 por su actuación.  El público abarrotó los cines para ver por primera vez a los dos cantantes más populares del momento a Sinatra y Crosby juntos en la pantalla, la película fue un éxito a nivel mundial y  terminó recaudando más de $ 13 millones en la taquilla, convirtiéndose en una de las películas más taquilleras de su año.
Sinatra actuó junto a Rita Hayworth y Kim Novak en Pal Sid Joey (1957), de George Sidney, Sinatra, por la que ganó el Premio Globo de Oro al Mejor Actor - Película Musical o Comedia.
Santopietro considera que la escena en la que Sinatra le canta "La dama es un vagabundo" a Hayworth fue el mejor momento de su carrera cinematográfica. Luego interpretó al comediante Joe E. Lewis en The Joker Is Wild (también en 1957), la canción "All the Way" ganó el Premio de la Academia a la Mejor Canción Original.
En 1958, Sinatra era uno de los diez actores más taquilleros en los Estados Unidos, apareciendo con Dean Martin y Shirley MacLaine en Some Came Running y Kings Go Forth de Vincente Minnelli (ambos en 1958) con Tony Curtis y Natalie Wood."High Hopes", cantada por Sinatra en la comedia de Frank Capra, A Hole in the Head (1959), ganó el Premio de la Academia a la Mejor Canción Original,  y se convirtió en un éxito en las listas de éxitos. Caliente 100 durante 17 semanas.

## Homenajes musicales a Sinatra
- A Jazz Portrait of Frank Sinatra por Oscar Peterson (1959)
- Perfectly Frank por Tony Bennett (1992)
- As I Remember It por Frank Sinatra Jr.  (1996)
- Manilow Sings Sinatra por Barry Manilow (1998)
- All The Way a decade of the song Tv concert - (1999)
- Concert Sinatra a l'Auditori por Xavier Piqué (1999)
- Frank por Amy Winehouse (2003)
- Allow Us to Be Frank por Westlife (2004)
- Bolton Swings Sinatra por Michael Bolton (2006)
- Dear Mr. Sinatra por John Pizzarelli (2006)
- Jazz Moon por Xavier Piqué (2007)
- Concert Sinatra al Palau por Xavier Piqué (2007)
- Something Stupid por Robbie Williams (2007)
- Frankly por Patricio Giménez (2007)
- Así es la vida por Adrián Barilari y Memphis (2007)
- A mi manera por Siempre así, Gipsy Kings
- Celine... Live In Las Vegas "All The Way" dueto holográfico Celine Dion con Sinatra (2015)
- Sinatra 100 por Premios Grammy cantantes invitados: Celine Dion, Lady Gaga, Adam Levine, John Legend, Carrie Underwood (2015).

## Premios y distinciones

### Premios Óscar
| Año  | Categoría                        | Película                         | Resultado |
| ---- | -------------------------------- | -------------------------------- | --------- |
| 1945 | Oscar honorífico                 | Oscar honorífico                 | Ganador   |
| 1954 | Óscar al mejor actor de reparto  | De aquí a la eternidad           | Ganador   |
| 1956 | Mejor actor                      | El hombre del brazo de oro       | Nominado  |
| 1970 | Premio Humanitario Jean Hersholt | Premio Humanitario Jean Hersholt | Ganador   |

### Grammy[52]
| Año  | Categoría                                                     | Trabajo                                        | Resultado |
| ---- | ------------------------------------------------------------- | ---------------------------------------------- | --------- |
| 1958 | Álbum del año                                                 | Only the Lonenly                               | Nominado  |
| 1958 | Álbum del año                                                 | Come Fly with Me                               | Nominado  |
| 1958 | Mejor interpretación vocal masculina                          | Come Fly with Me                               | Nominado  |
| 1958 | Mejor interpretación vocal masculina                          | Witchcraft                                     | Nominado  |
| 1958 | Grabación del año                                             | Witchcraft                                     | Nominado  |
| 1958 | Mejor diseño de álbum                                         | Only the Lonely                                | Ganador   |
| 1959 | Mejor interpretación vocal masculina                          | Come Dance with Me                             | Ganador   |
| 1959 | Álbum del año                                                 | Come Dance with Me                             | Ganador   |
| 1959 | Grabación del año                                             | High Hopes                                     | Nominado  |
| 1960 | Mejor interpretación vocal masculina - single record or track | Nice 'N Easy                                   | Nominado  |
| 1960 | Grabación del año                                             | Nice 'N Easy                                   | Nominado  |
| 1960 | Mejor interpretación por un artista pop solista               | Nice 'N Easy                                   | Nominado  |
| 1960 | Mejor interpretación vocal masculina                          | Nice 'N Easy (álbum)                           | Nominado  |
| 1960 | Álbum del año                                                 | Nice 'N Easy (álbum)                           | Nominado  |
| 1961 | Grabación del año                                             | The Second Time Around                         | Nominado  |
| 1965 | Bing Crosby Award (Lifetime Achievement Award)                | Bing Crosby Award (Lifetime Achievement Award) | Ganador   |
| 1965 | Álbum del año                                                 | September of My Years                          | Ganador   |
| 1965 | Mejor interpretación vocal masculina                          | It Was a Very Good Year                        | Ganador   |
| 1966 | Grabación del año                                             | Strangers in the Night                         | Ganador   |
| 1966 | Mejor interpretación vocal masculina                          | Strangers in the Night                         | Ganador   |
| 1966 | Álbum del año                                                 | A Man and His Music                            | Ganador   |
| 1967 | Grabación del año                                             | Somethin' Stupid                               | Nominado  |
| 1967 | Álbum del año                                                 | Francis Albert Sinatra/Antonio Carlos Jobim    | Nominado  |
| 1967 | Mejor interpretación vocal masculina                          | Francis Albert Sinatra/Antonio Carlos Jobim    | Nominado  |
| 1969 | Mejor interpretación vocal masculina contemporánea            | My Way                                         | Nominado  |
| 1979 | National Trustees Award - 1979                                | National Trustees Award - 1979                 | Ganador   |
| 1980 | Grabación del año                                             | New York, New York                             | Nominado  |
| 1980 | Mejor interpretación vocal masculina de pop                   | New York, New York                             | Nominado  |
| 1980 | Álbum del año                                                 | Trilogy: Past, Present and Future              | Nominado  |
| 1986 | Mejor video musical - formato largo                           | Frank Sinatra: Portrait of an Album            | Nominado  |
| 1994 | GRAMMY Legend Award                                           | GRAMMY Legend Award                            | Ganador   |
| 1994 | Mejor interpretación vocal de pop tradicional                 | Duets                                          | Nominado  |
| 1995 | Mejor interpretación vocal de pop tradicional                 | Duets II                                       | Ganador   |
| 1996 | Mejor colaboración vocal de pop                               | My Way                                         | Nominado  |

### Emmy[53]
| Año  | Categoría                                      | Trabajo                               | Resultado |
| ---- | ---------------------------------------------- | ------------------------------------- | --------- |
| 1956 | Mejor cantante masculino                       | Frank Sinatra                         | Nominado  |
| 1969 | Mejor programa de variedades o musical         | Francis Albert Sinatra Does His Thing | Nominado  |
| 1974 | Mejor especial de comedia, variedades o música | Magnavox Presents Frank Sinatra       | Nominado  |

### Globos de Oro[54]
| Año  | Categoría                       | Trabajo                 | Resultado |
| ---- | ------------------------------- | ----------------------- | --------- |
| 1946 | Reconocimiento internacional    | The House I Live In     | Ganador   |
| 1954 | Mejor actor de reparto          | From Here to Eternity   | Ganador   |
| 1958 | Mejor actor - musical o comedia | Pal Joey                | Ganador   |
| 1964 | Mejor actor - musical o comedia | Come Blow Your Horn     | Nominado  |
| 1971 | Premio Cecil B. DeMille         | Premio Cecil B. DeMille | Ganador   |

## En la cultura popular
La impronta de Frank en la cultura es tan marcada, que incluso, su vida sirvió de inspiración a otros autores. Sinatra en sí mismo es un elemento de la cultura popular, ya que su música era para el pueblo llano. Además, su vida inspiró al escritor estadounidense Mario Puzo para crear al personaje Johnny Fontane para su novela El padrino, pues dicho personaje guarda ciertos paralelismos con Sinatra, incluso en su supuesta relación con la cosa nostra estadounidense.